# Турланд
Турланд (нем. Thurland) — деревня в Германии, в земле Саксония-Анхальт, Входит в район Анхальт-Биттерфельд в составе городского округа Рагун-Йесниц.
Население составляет 379 человека (на 31 декабря 2014 года). Занимает площадь 6,75 км².

## История
Первое упоминание о поселении относится к 1308 году.
1 января 2010 года, после проведённых реформ, города Рагун и Йесниц, и коммуны: Альтесниц, Марке, Ретцау, Торнау-фор-дер-Хайде, Турланд, Ширау — были объединены в городской округ Рагун-Йесниц.

## Галерея

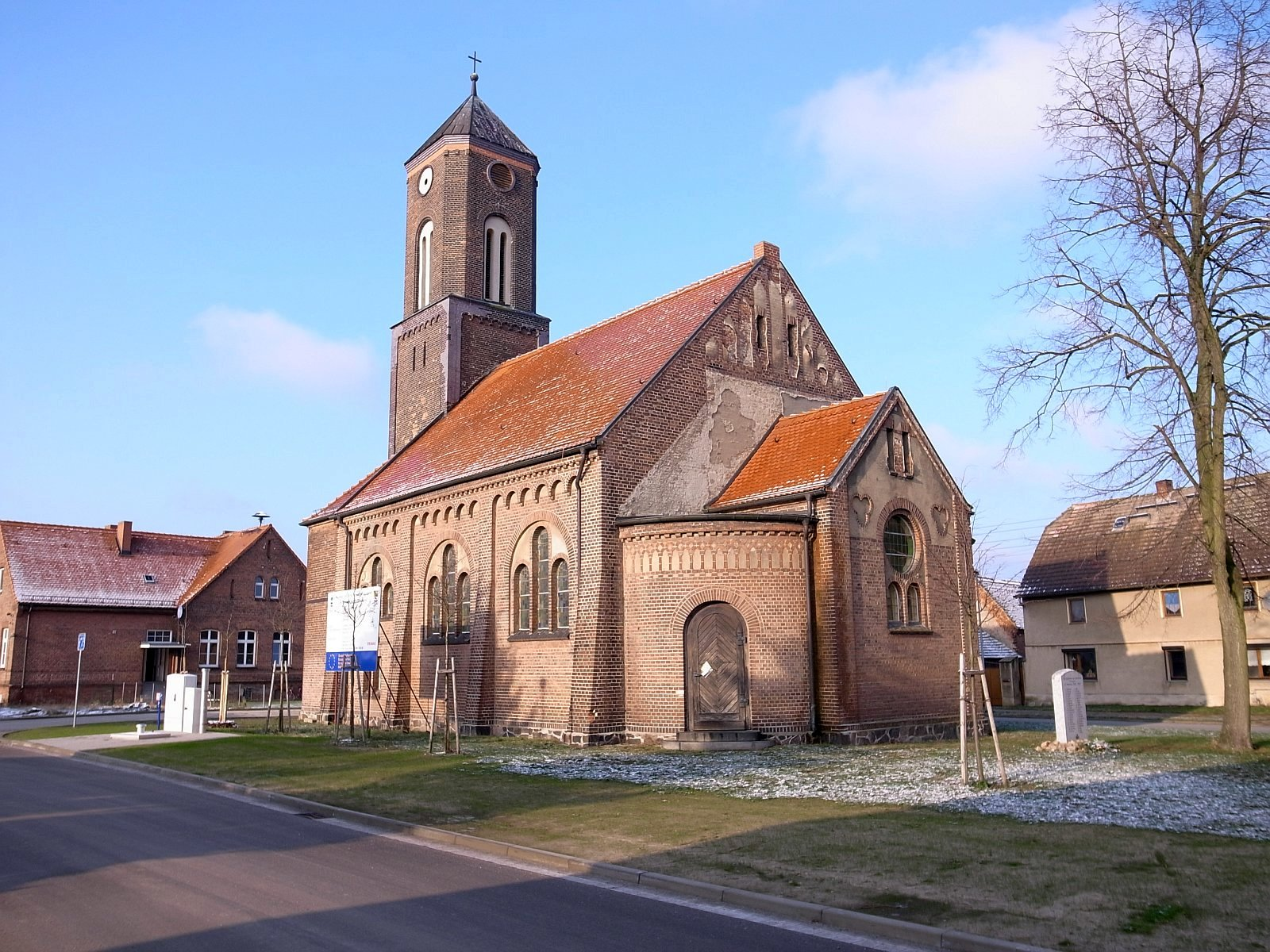
Церковь Турланда
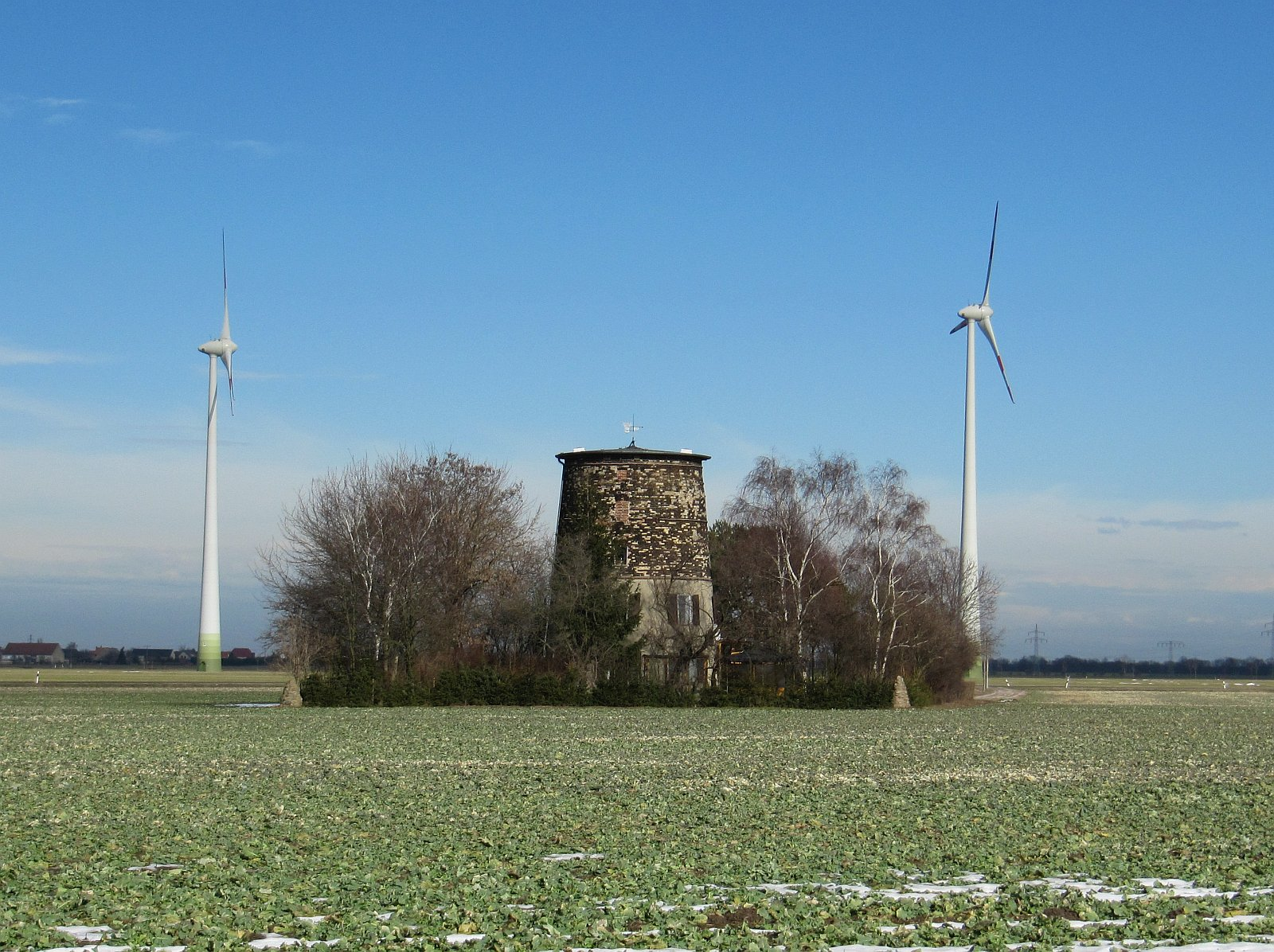
Бывшая каменная мельница, переделана в жилой дом